# Phyle neblina
Phyle neblina är en fjärilsart som beskrevs av Frederick H. Rindge 1990. Phyle neblina ingår i släktet Phyle och familjen mätare. Inga underarter finns listade i Catalogue of Life.